# Michaił Jurowski
Michaił Władimirowicz Jurowski (ros. Михаил Владимирович Юровский; ur. 25 grudnia 1945 w Moskwie, zm. 19 marca 2022) – radziecki i niemiecki dyrygent. Syn radzieckiego kompozytora Władimira Jurowskiego (ur. 1915). Jego dziadek ze strony matki – Dawid Błok był głównym dyrygentem rosyjskiej kinematografii. Ojciec rosyjskich dyrygentów Władimira Jurowskiego (ur. 1972) oraz Dmitrija Jurowskiego (ur. 1979).